# Balarampur (Orissa)
Balarampur fou un estat tributari protegit de l'Índia, del tipus zamindari, a Orissa al districte de Cuttack. Tenia una superfície de 65 km² dividits en 28 mouza; la zona era muntanyosa i selvàtica i estava rodejada pels forts de Sukinda, Dhenkanal, Madhupur i Chousathipara. La tradició diu que Balabhadhra Dhir de la família de rajes de Taghore (Joyapore) va anar en peregrinació a Jagannath Dham Puri l'any 553 i llavors va anar a la cort de Jajpur amb el raja Surya Keshari, del que va esdevenir favorit per haver-lo salvat d'un tigre i en recompensa va rebre unes terres que van esdevenir el principat de Balarampur (del nom del fundador) i el títol hereditari de Birbar Harichandan Mahapatra. Va construir un fort avui en ruïnes.

## Rages de Balarampur
- 1. Raja Balabhadra Dhir Birabar Harichandan Mahapatra
- 2. Raja PURUSHOTTAMA Dhir Birabar Harichandan Mahapatra
- 3. Raja JAGGANATH Dhir Deb
- 4. Raja NILADRI Dhir Deb
- 5. Raja SUDARSHAN Dhir Deb
- 6. Raja PADMANABH Dhir Deb I
- 7. Raja JANARDAN Dhir Deb
- 8. Raja NARASINGH Dhir Deb I
- 9. Raja BHAGWAN Dhir Deb I
- 10. Raja HARERAM Dhir Deb
- 11. Raja PARSURAM Dhir Deb
- 12. Raja BRAJA SINGH Dhir Deb
- 13. Raja DINABANDHU Dhir Deb
- 14. Raja HARE Krishna Dhir Deb
- 15. Raja TRILOCHAN Dhir Deb
- 16. Raja BALUNKESWARA Dhir Deb
- 17. Raja KUNJA BIHARI Dhir Deb
- 18. Raja BALARAM Dhir Deb
- 19. Raja KRUSHNA Chandra Dhir Deb I
- 20. Raja BANCHANIDHI Dhir Deb
- 21. Raja CHINTAMANI Dhir Deb
- 22. Raja NAARSINGH Dhir Deb II
- 23. Raja PADMANABH Dhir Deb II
- 24. Raja HARIHAR Dhir Deb I
- 25. Raja RATNAKAR Dhir Deb
- 26. Raja UDHAVA Dhir Deb
- 27. Raja JOGENDRA Dhir Deb
- 28. Raja BANAMALI Dhir Deb
- 29. Ram Krishna Dhir Deb
- 30. Raja SATYABADI Dhir Deb
- 31. Raja GOVARDHAN Dhir Deb
- 32. Raja MUSOLI Dhir Deb
- 33. Raja RAGHUNATH Dhir Deb
- 34. Raja MADHUSUDAN Dhir Deb
- 35. Raja BAMBIKA Dhir Deb
- 36. Raja KRUSHNA Chandra Dhir Deb II
- 37. Raja BHAGAWAN Dhir Deb II (fill adoptiu)
- 38. Raja HARIHAR Dhir Deb II
- 39. Raja GHANASHYAM Dhir
- 40. Raja RAMChandra Dhir Deb
- 41. Raja NILADRI Dhir Birabar (primera part del segle XIX)
- 42. Raja BRAJA BIHARI Dhir Birabar, (meitat del segle XIX)
- 43. Raja DASARATHI Dhir Birabar (germà)
- 44. Raja PURNA Chandra Dhir Deb Birabar (mort de tifus)
- 45. Raja PRABODH Chandra Dhir Deb Birabar, nascut el 24 de juny de 1928 com a Kumar Prabodh Chandra Deb, fill de Dewan Bahadur Pramod Chandra Deb de Talcher, adoptat (+ 15 de gener de 1993)
- 46. Raja PRABIR Chandra Dhir Deb Birabar